# Guillaume Robin

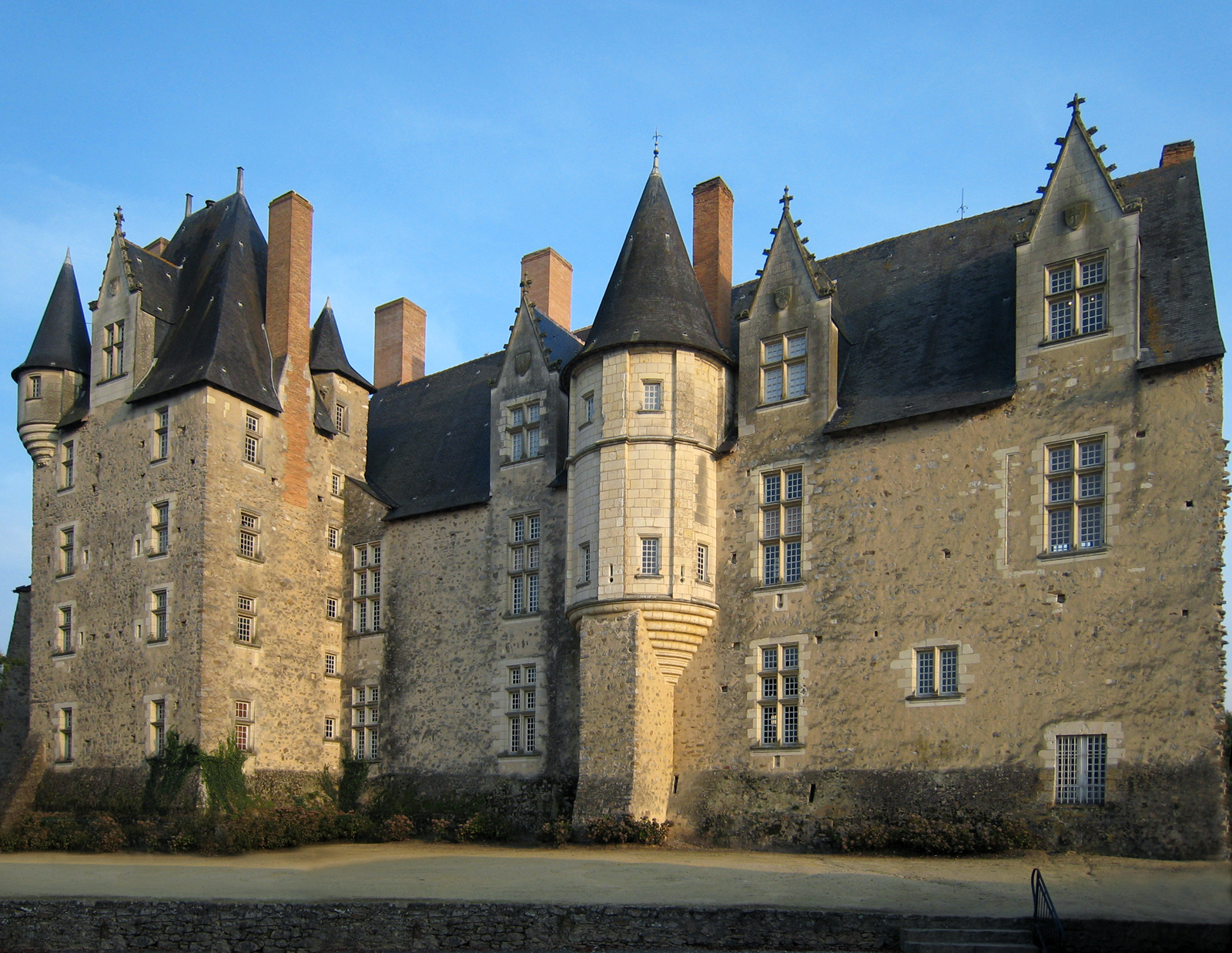
El Château de Baugé, obra de Guillaume Robin.

Guillaume Robin fue un arquitecto y maestro de obra angevino del siglo XV.
Robin Guillaume debe su celebridad al rey Renato Ide Anjou, quien utilizó sus habilidades para la realización de varios monumentos del Anjou.
Desde 1435, Renato de Anjou encargó a su maestro de obras duplicar la residencia real del castillo de Angers con una galería cuya escalera tiene en la bóveda su divisa. También le hizo construir el châtelet  hacia 1450.
En 1453, Guillaume Robin renovó el pavimento del transepto norte de la catedral Saint-Maurice de Angers. También edificó en la catedral las escaleras con un tramo recto volado de acceso a la biblioteca, en el transepto sur. Trabajó en la construcción de la catedral de Angers  al mismo tiempo que el artista vidriero André Robin, quien realizó las vidrieras de la catedral.
En 1454, al final de la Guerra de los Cien Años, Renato I de Anjou, primero que lleva el nombre, heredó el castillo arruinado de su madre en la ciudad de Vieil-Baugé. Este lugar fue luego aureolado por la victoria francesa en la batalla de Baugé. Hizo construir allí un pabellón de caza con las dimensiones de una mansión señorial, que se convertirá luego en el castillo de Baugé. Los trabajos se completaron en 1465.